# Eupithecia exacerbata
Eupithecia exacerbata es una especie de polilla de la familia Geometridae. La especie fue descrita por primera vez por András Mátyás Vojnits habiendo sido descrita en 1984, con distribución en China. El holotipo de la especie fue descrita en el sector A-tun-tse de la provincia de Yunnan, a 4000 metros (13 123,4 pies) de altitud.